# 학당 (전한)
학당(郝黨, ? ~ ?)은 전한 말기의 관료로, 자는 자엄(子嚴)이며 남양군 사람이다.

## 행적
원시 4년(4년), 중랑장 학당은 태복 왕운, 대홍려 염천, 대사도사직 진숭(陳崇), 수형도위 이흡, 중랑장 사은(謝殷)·진봉(陳鳳), 기도위 녹병과 함께 부절·가절을 갖고 천하를 돌며 풍속을 관장하였다. 이때의 공로로 이듬해에 모두 열후에 봉해졌고, 학당은 좌풍익으로 승진하였다.

## 출전
- 반고, 《한서》 권18 외척은택후표·권19하 백관공경표 下

| 전임 손신 | 전한의 좌풍익 5년 ~ ? | 후임 (전한 멸망) |

| 선대 (첫 봉건) | 전한의 정향후 5년 윤월 정유일 ~ ? | 후대 (불명) |